# NGC 2901
NGC 2901 est une entrée du New General Catalogue qui concerne un corps céleste perdu, ou inexistant dans la constellation du Lion. Cet objet a été enregistré par l'astronome américaine Ormond Stoneen 1886.